# 괴벨스의 아이들

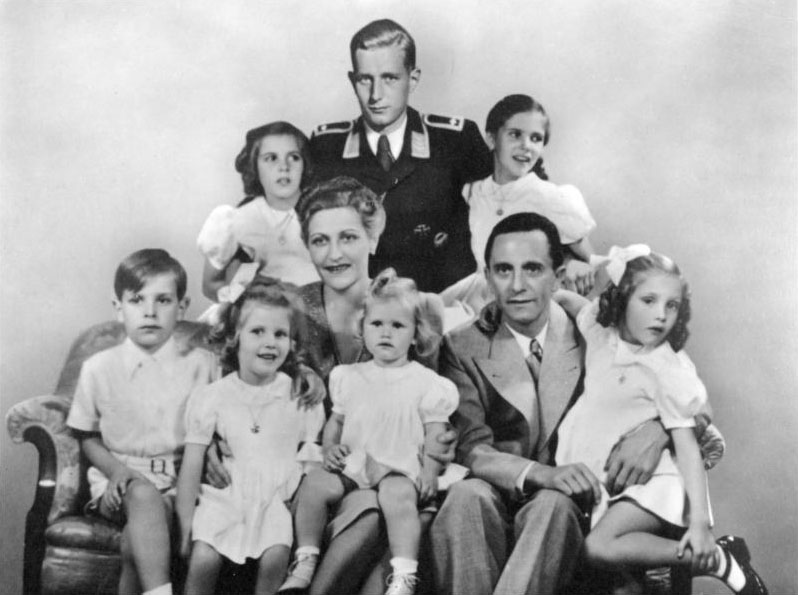
1942년 괴벨스 가족: (뒷줄) 힐데가르트, 하랄트 크반트, 헬가, (앞줄) 헬무트, 헤트비히, 마그다, 하이드룬, 요제프, 홀디네. (이 잘 알려진 조작된 이미지에는 실제로 군복무를 위해 자리를 비운 제복을 입은 하랄트의 모습이 삽입되고 다시 만져졌다.)

괴벨스의 아이들은 나치 선전부 장관 요제프 괴벨스와 그의 아내 마그다 괴벨스 사이에서 태어난 5명의 딸과 1명의 아들이다. 1932년에서 1940년 사이에 태어난 아이들은 1945년 5월 1일 베를린에서 부모에 의해 살해되었다.
마그다 괴벨스는 귄터 크반트와 결혼한 후 장남 하랄트 크반트를 두었다. 당시 23세였던 하랄트는 그의 이부동생들이 살해당했을 때 전쟁 포로였다. 그들이 어떻게 죽었는지에 대한 많은 이론들이 있다. 하나는 마그다 괴벨스가 그들에게 마실 '단 것'을 주었다는 것이다. 현재, 가장 많은 지지를 받고 있는 이론은 그들이 사이안화 칼륨으로 죽었다는 것이다.
일부 역사학자들은 아이들의 이름이 아돌프 히틀러를 기리는 의미에서 모두 H로 시작한다고 주장하지만, 이를 뒷받침할 증거는 없다. 오히려 H라는 이름은 마그다의 첫 번째 남편 귄터 크반트의 아이디어이며, 귄터 크반트는 첫 번째 아내가 다른 두 아이들을 위해 H로 시작하는 이름을 선택했다. 마그다의 어머니 아우구스테 베흐렌트는 마그다가 각각의 연속적인 아이들을 위해 H로 시작하는 새로운 아기 이름을 찾는 순진한 취미를 만들었다고 주장한다.